# Desa Kalisalak (administrativ by i Indonesien, lat -7,01, long 109,91)
Desa Kalisalak är en administrativ by i Indonesien.   Den ligger i provinsen Jawa Tengah, i den västra delen av landet, 300 km öster om huvudstaden Jakarta.